# Indoor Football League
Die Indoor Football League (IFL) ist eine Liga für Arena Football in den USA, die 2008 gegründet wurde.

## Geschichte
Die IFL ist ein Zusammenschluss der beiden Arena Football Ligen Intense Football League (IFL) und United Indoor Football (UIF), die 2008 gegründet wurde.
Nach dem Aus der Arena Football League wird die Indoor Football League als stärkste Liga im Arena Football angesehen. Spieler verdienen mindestens $200 pro Spiel plus Boni für zum Beispiel Siege, oder individuelle Ziele.

## Spielmodus
Die Liga besteht aus den zwei Conferences United Conference und Intense Conference, wobei jede Conference aus fünf Mannschaften besteht. Jede Mannschaft spielt ein Hin- und Rückspiel gegen jedes der anderen Teams. Somit besteht eine Saison aus 16 Saisonspielen.
Der jeweils Erste und Zweite jeder Conference ist für die Playoffs qualifiziert. Die Playoffs starten mit der Conference Championship (Halbfinale), in der die Mannschaft auf Platz eins gegen die Mannschaft auf Platz zwei der eigenen Conference trifft. Die Gewinner spielen im Finale den UnitedBowl aus.

## Social Media
Die Indoor Football League verfügt über eine eigene Facebook- und Twitter-Seite.
Das Videoportal Youtube übertragt seit der Saison 2017 alle Spiele der Indoor Football League auf ihrer Plattform. Damit ist die IFL die erste Indoor-Football-Liga, die über dieses Videoportal seine Spiele streamt. Darüber hinaus verfügt die IFL über ein eigenes Internetradio, in der jedes Spiel live verfolgt werden kann.

## Saison 2009
Die Liga startete mit 14 Mannschaften aus der United Football League und Intense Football League. Zusätzlich wurden drei Teams aus der Continental Indoor Football League aufgenommen und zwei Expansion Teams gegründet. Den ersten UnitedBowl gewannen die Billings Outlaws mit 71:62 gegen die RiverCity Rage.

## Saison 2010
Nach diversen Ausscheidungen einiger Teams nahm die IFL neben Expansion Teams erneut auch Teams aus der Continental Indoor Football League und Southern Indoor Football League auf, sodass anfangs 25 Mannschaften an der Saison 2010 teilnahmen. Im Verlauf der Saison zogen sich die Alaska Wild zurück. Die Saison wurde mit 24 Teams beendet. UnitedBowl Sieger wurden auch diesem Jahr die Billings Outlaws mit 43:34 gegen Sioux Falls Storm.

## Saison 2011
Zur Saison 2011 ging die IFL mit 22 Mannschaften an den Start. Neun Teams zogen sich während der Offseason zurück. Die Lücken wurden mit Teams aus der American Indoor Football League und Expansion Teams gestopft. Am Ende gewannen die Sioux Falls Storm ihren ersten UnitedBowl mit 37:10 gegen die Tri-Cities Fever.

## Saison 2012
Mit 16 Teams begann die Saison 2012. Aufmerksamkeit erlangten die Allen Wranglers, die ex-NFL Star Terrell Owens verpflichten konnten. In acht Spielen fing Owens Bälle für 420 Yards und 10 Touchdowns. Champion wurde in der Neuauflage des Finales von 2011 erneut die Sioux Falls Storm mit 59:32.

## Saison 2013
Mit nur neun Mannschaften begann die IFL die Folgesaison. UnitedBowl Champion wurden zum dritten Mal in Folge die Sioux Falls Storm mit 43:40 gegen Nebraska Danger.

## Saison 2014
Mit erneut neun Mannschaften plante die IFL die Saison 2014 anzufangen. Zum vierten Mal in der Ligahistorie holten sich die Sioux Falls Storm den UnitedBowl. Erneut konnten die Nebraska Danger geschlagen werden mit 63:46.

## Saison 2015
Zur Saison 2015 konnte die IFL die Aufnahme der Iowa Barnstormers bekannt geben. Das Franchise existiert bereits seit 1995 und spielte in der af2 und Arena Football League. Sie sind bereits das vierte Franchise, das aus der AFL zur IFL übersiedelte. Die Liga erweitert sich auf 10 Mannschaften. Mit einem deutlichen 62:27 wurden die Nebraska Danger erneut von den Sioux Falls Storm bezwungen.

## Saison 2016
Nach den Barnstormers zog es ein Jahr später auch die traditionsreichen Spokane Shock aus der Arena Football League in die IFL. Das Franchise, das bereits drei Arena Football Titel, zwei in der af2 und einen in der AFL gewinnen konnte, musste sich allerdings in Spokane Empire umbenennen, da sich die Namensrechte noch bei der AFL befanden. Gleich im ersten Jahr zogen die Empire in den UnitedBowl ein, verloren das Finale aber gegen die Sioux Falls Storm mit 34:55. Für Sioux Falls ist es der sechste Titel in Folge.

## Saison 2017
Auch im dritten Jahr hintereinander schloss sich ein großes und erfolgreiches Franchise der IFL an. Die Arizona Rattlers, seit ihrer Gründung 1992 mit fünf gewonnenen ArenaBowl Championships eine der erfolgreichsten Arena Football Teams überhaupt, gaben ihre Zusage für die Saison 2017. In der weiterhin mit 10 Mannschaften starke Liga konnten die Rattlers auch gleich den Titel in der IFL gewinnen. Sie bezwangen die Sioux Falls Storm mit 50:41.

## Saison 2018
Nach Abgängen diverser Mannschaften startet die IFL nur mit sechs Mannschaften. Fortan kämpfen die Iowa Barnstormers, Arizona Rattlers, Rekordchampion Sioux Falls Storm, Nebraska Danger, Cedar Rapids Titans und Green Bay Blizzard um den UnitedBowl. Im Finale setzten sich erstmals die Iowa Barnstormers gegen die Sioux Falls Storm mit 42:38 durch.

## Saison 2019
Durch diverse Expansion Teams, unter anderem die Tucson Sugar Skulls, die Kevin Guy, dem Coach der Arizona Rattlers gehören, wurde die Liga auf 10 Teams erhöht. Nach zwei Jahren ohne Titel gewannen die Sioux Falls Storm knapp mit 56:53 gegen die Arizona Rattlers. Die Falls stehen somit seit 10 Jahren durchgängig im Finale des UnitedBowls und haben dabei sieben Championship gewonnen.

## UnitedBowl

### Spiele
| Jahr | Sieger                     | Ergebnis | Finalist                |
| ---- | -------------------------- | -------- | ----------------------- |
| 2009 | Billings Outlaws           | 71:62    | RiverCity Rage          |
| 2010 | Billings Outlaws           | 43:34    | Sioux Falls Storm       |
| 2011 | Sioux Falls Storm          | 37:10    | Tri-Cities Fever        |
| 2012 | Sioux Falls Storm          | 59:32    | Tri-Cities Fever        |
| 2013 | Sioux Falls Storm          | 43:40    | Nebraska Danger         |
| 2014 | Sioux Falls Storm          | 63:46    | Nebraska Danger         |
| 2015 | Sioux Falls Storm          | 62:27    | Nebraska Danger         |
| 2016 | Sioux Falls Storm          | 55:34    | Spokane Empire          |
| 2017 | Arizona Rattlers           | 50:41    | Sioux Falls Storm       |
| 2018 | Iowa Barnstormers          | 42:38    | Sioux Falls Storm       |
| 2019 | Sioux Falls Storm          | 56:53    | Arizona Rattlers        |
| 2021 | Massachusetts Pirates      | 37:34    | Arizona Rattlers        |
| 2022 | Northern Arizona Wranglers | 47:45    | Quad City Steamwheelers |

### Rangliste
| Pl. | Team                       | Siege | Teiln. | SQ      | Jahre                             |
| --- | -------------------------- | ----- | ------ | ------- | --------------------------------- |
| 1   | Sioux Falls Storm          | 7     | 10     | 170,0 % | 2010, 2011–2016, 2017, 2018, 2019 |
| 2   | Billings Outlaws           | 2     | 12     | 100,0 % | 2009, 2010                        |
| 3   | Arizona Rattlers           | 1     | 13     | 133,3 % | 2017, 2019, 2021                  |
| 4   | Iowa Barnstormers          | 1     | 01     | 100,0 % | 2018                              |
| 4   | Massachusetts Pirates      | 1     | 01     | 100,0 % | 2021                              |
| 4   | Northern Arizona Wranglers | 1     | 01     | 100,0 % | 2022                              |
| 7   | Nebraska Danger            | 0     | 13     | 100,0 % | 2013–2015                         |
| 8   | Tri-Cities Fever           | 0     | 12     | 100,0 % | 2011, 2012                        |
| 9   | RiverCity Rage             | 0     | 01     | 100,0 % | 2009                              |
| 9   | Spokane Empire             | 0     | 01     | 100,0 % | 2016                              |
| 9   | Quad City Steamwheelers    | 0     | 01     | 100,0 % | 2022                              |

## Teamliste der IFL-Geschichte
| Team                            | Von       | Bis       |
| ------------------------------- | --------- | --------- |
| Arizona Rattlers                | 2017      | heute     |
| Bay Area Panthers               | 2020      | heute     |
| Duke City Gladiators            | 2020      | heute     |
| Frisco Fighters                 | 2020      | heute     |
| Green Bay Blizzard              | 2010      | heute     |
| Iowa Barnstormers               | 2015      | heute     |
| Massachusetts Pirates           | 2021      | heute     |
| Northern Arizona Wranglers      | 2021      | heute     |
| Quad City Steamwheelers         | 2019      | heute     |
| San Diego Strike Force          | 2019      | heute     |
| Sioux Falls Storm               | 2009      | heute     |
| Tucson Sugar Skulls             | 2019      | heute     |
| Tulsa Oilers                    | 2022      | heute     |
| Vegas Knight Hawks              | 2021      | heute     |
| Abilene Ruff Riders             | 2009      | 2010      |
| Alaska Wild                     | 2009      | 2010      |
| Amarillo Venom                  | 2010      | 2011      |
| Arizona Adrenaline              | 2011      | 2011      |
| Austin Turfcats                 | 2010      | 2010      |
| Bemidji Axemen                  | 2014      | 2015      |
| Billings Outlaws                | 2009      | 2010      |
| Billings Wolves                 | 2015      | 2016      |
| Bismarck Bucks                  | 2019      | 2022      |
| Bloomington Edge                | 2009      | 2012      |
| Bricktown Brawlers              | 2011      | 2011      |
| Cedar Rapids River Kings        | 2012      | 2020      |
| Chicago Slaughter               | 2010      | 2013      |
| Colorado Crush                  | 2009      | 2017      |
| Corpus Christi Fury             | 2009      | 2010      |
| El Paso Generals                | 2009      | 2009      |
| Everett Raptors                 | 2010      | 2012      |
| Fairbanks Grizzlies             | 2009      | 2011      |
| La Crosse Spartans              | 2010      | 2011      |
| Lehigh Valley Steelhawks        | 2011      | 2012      |
| Maryland Maniacs                | 2009      | 2010      |
| Nebraska Danger                 | 2011      | 2019      |
| New Mexico Stars                | 2012      | 2012      |
| Omaha Beef                      | 2009      | 2012      |
| Reading Express                 | 2011      | 2012      |
| Richmond Revolution             | 2010      | 2011      |
| RiverCity Rage                  | 2009      | 2009      |
| Rochester Raiders               | 2009      | 2010      |
| Saginaw Sting                   | 2009      | 2009      |
| Salt Lake City Screaming Eagles | 2017      | 2017      |
| San Angelo Stampede Express     | 2009      | 2010      |
| Sioux City Bandits              | 2009      | 2010      |
| Spokane Shock                   | 2016 2020 | 2017 2021 |
| Texas Revolution                | 2010      | 2014      |
| Tri-Cities Fever                | 2010      | 2016      |
| Wenatchee Valley Venom          | 2011      | 2011      |
| West Michigan ThunderHawks      | 2009      | 2010      |
| West Texas Roughnecks           | 2009      | 2011      |
| Wichita Falls Nighthawks        | 2015      | 2017      |
| Wichita Wild                    | 2009      | 2012      |
| Wyoming Cavalry                 | 2011      | 2014      |